# (6126) Hubelmatt
(6126) Hubelmatt es un asteroide perteneciente al cinturón de asteroides, región del sistema solar que se encuentra entre las órbitas de Marte y Júpiter, descubierto el 5 de marzo de 1989 por Zdeňka Vávrová desde el Observatorio Kleť, České Budějovice, República Checa.

## Designación y nombre
Designado provisionalmente como 1989 EW1. Fue nombrado Hubelmatt en homenaje a la escuela pública Hubelmatt, en la que se ubicó una cúpula de observatorio, previo permiso de la ciudad dada a la Sociedad Astronómica de Lucerna en 1966. Se han realizado visitas públicas en el observatorio todos los martes por la noche. En 1979 se abrió un nuevo observatorio en el techo de la escuela cercana, Hubelmatt West.

## Características orbitales
Hubelmatt está situado a una distancia media del Sol de 2,216 ua, pudiendo alejarse hasta 2,487 ua y acercarse hasta 1,944 ua. Su excentricidad es 0,122 y la inclinación orbital 2,857 grados. Emplea 1204,94 días en completar una órbita alrededor del Sol.

## Características físicas
La magnitud absoluta de Hubelmatt es 13,5. Tiene 4,807 km de diámetro y su albedo se estima en 0,334. 